# Duševní sport

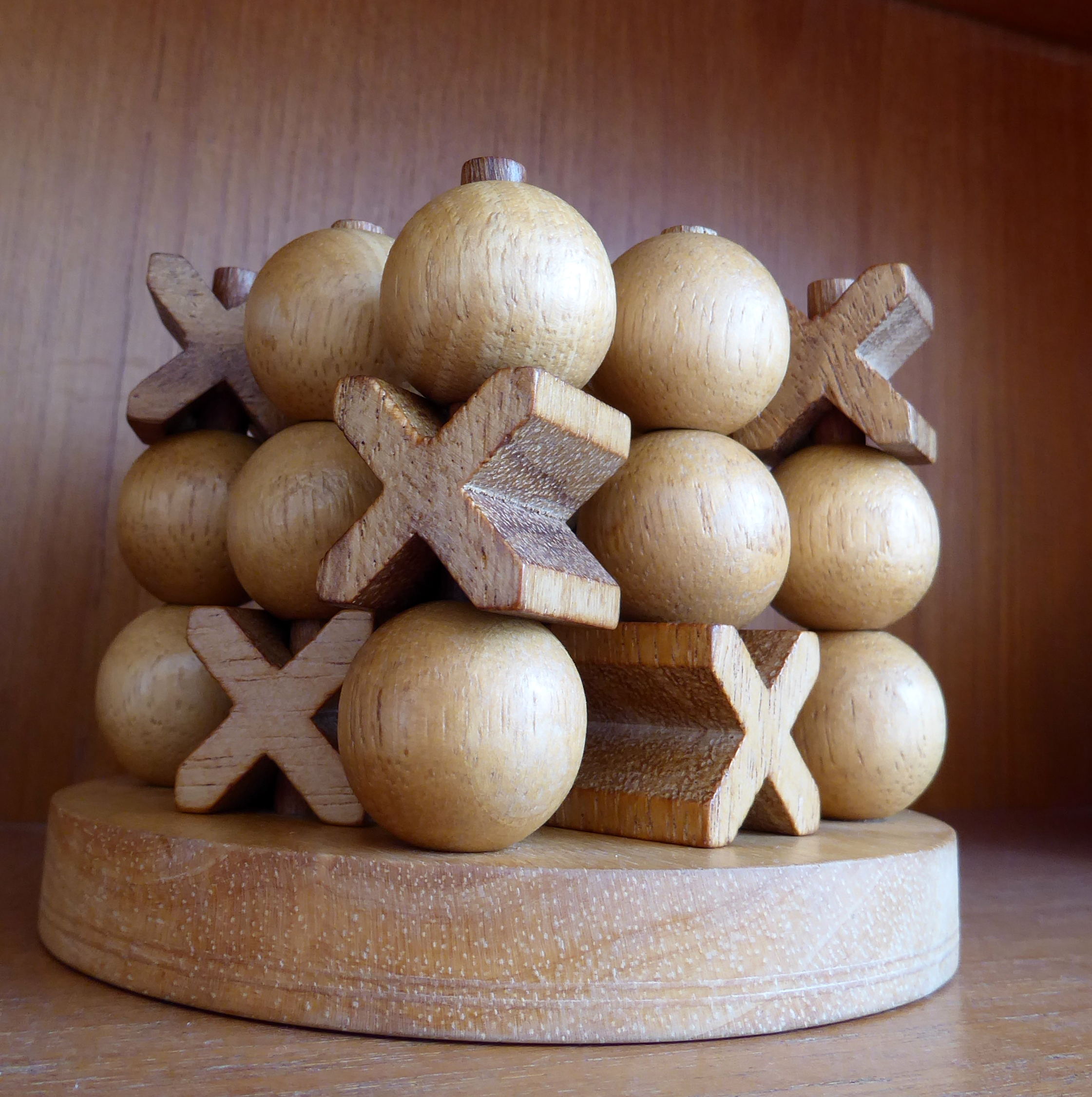
Duševní sport

Mentální sport nebo duševní sport je sport založený hlavně na duševní činnosti. Jedná se většinou o logické společenské hry, obecněji o jakékoli abstraktní hry. Organizace hráčů mentálních a duševních sportů sdružuje Mezinárodní asociace mentálních sportů, která v roce 2008 plánovala uspořádat první světové hry mentálních sportů pod názvem mentalympiáda.
Mezi mentální sporty zastoupené na první mentalympiádě patří:
- bridž
- dáma
- go
- šachy
- čínské šachy

Mentální sporty jsou i individuální, typicky hlavolamy, zpravidla na čas:
- sudoku

Mentální sporty je možné provozovat až do nejvyššího věku, kromě mentálních schopností vyžadují hlavně na vrcholové úrovni i kondiční výdrž, kromě logických schopností i silnou psychickou odolnost.
Podle Mind Sports Organisation Worldwide Ltd. je možné za mentální sporty pokládat i celou řadu dalších společenských her např. Poker, Scat, Othello a mnohé jiné další. Tato organizace pořádala v roce 2008 už 12. olympiádu mentálních sportů. Tato olympiáda však nebyla organizována oficiálními sportovními svazy.
Podle organizace SportAccord, zastřešující celosvětově 93 sportů a sportovních federací, jsou mezi sporty evidovány z duševních sportů následující:
- bridž, šachy: patří mezi Mezinárodním olympijským výborem uznané sporty, federace WBF a FIDE jsou členem MOV
- dáma, go: jsou pouze ve SportAccordu